# 源康史
源 康史（みなもと やすし）は東京都出身のゲームライター、クリエイター、歴史研究家

## 来歴
大学在学中からライター業を始め、1990年代に電波新聞社のマイコンBASICマガジン（ベーマガ）、DTMマガジンの前身ともいえるコンピューターミュージックマガジンのライターとして休刊するまで活動をする。マイコンBASICマガジンでは巻頭特集、歴史ゲーム、音楽と幅広く執筆し、月に最大20ページ書き上げていたという。他のコンピューター、ゲーム雑誌で活動し、Yahoo! JAPANのスポーツ記事を担当するなど拠点をインターネットに移していった。
またベーマガのゲームライターとしては珍しく、スタジオベントスタッフでなく、株式会社ジョルスに籍を置いていた。
1979年にNECのPC-8001、1986年にはパソコン通信を始めるなど黎明期からコンピューター関連に触れていた。また、DTMに関する「パーフェクト・ミディ・チャンネル」を連載するなど、FM音源やMIDIに造詣が深い。

## 著書
- ピッチング革命捻転投法（共著）
- 東京都教育委員会「江戸から東京へ」（共著）